# Ryu's Bar 気ままにいい夜
『Ryu's Bar 気ままにいい夜』（リュウズバー きままにいいよる）は、1987年10月4日から1991年3月31日まで、毎日放送を制作局としてTBS系列で放送されていたトーク番組。村上龍の冠番組。JTの一社提供番組。

## 概要
村上がホストを務め、毎週著名人や有名人などゲストを招き、ジャズバー仕立てのスタジオでトークするスタイルをとっていた対談番組である。テーマ曲は、Bud Powellの「Cleopatra's Dream（クレオパトラの夢）」が使用された。元々が芸能人ではない村上がトーク番組のホストを務めるという無理な設定や、ゲストが無口であったり、ホストとゲストとのそりが合わない際は、編集したにもかかわらず数十秒間の沈黙部分があるなどの一般的なトーク番組にはあまり見られない状況もたびたび放送された。そのため、番組終了後もダウンタウンなどに度々ギャグのネタにされている。
有名な例としてとんねるずを別々に出演させ（ただし2週連続）、木梨憲武は奥寺康彦と、石橋貴明は後に遺恨劇（もちろん演出）を展開する定岡正二とのWゲストでサッカー（木梨の回）・野球（石橋の回）を中心にトークしたことがある。なお、とんねるずの本業であるお笑いに関してはあまり触れられなかった。
ジュリー・ドレフュスがアシスタントを務めた回で、笑福亭鶴瓶がゲストとして招かれた。関西弁嫌い（方言嫌い）のジュリーは、鶴瓶に対しても終始しかめっ面であった。下を向いて両手で自身のこめかみを押さえ、鶴瓶が視野に入らないようにしているジュリーを、「大丈夫でんの?具合でも悪いんですか?」と気遣う鶴瓶に、「私にかまわないで」「なにも話さなくていい」と発言。鶴瓶は終始不穏な空気を追い払おうとしたが、ジュリーが何を言っても受け付けなかったため、鶴瓶の行動も徒労に終わり、その回はそのまま放送された。
また、村上自身は番組内で、大の阪神タイガースファンであることを公言していた。
1990年10月7日からは五代目中村勘九郎（後のの十八代目中村勘三郎）司会のトーク番組『今宵はKANKURO』スタートに伴い、同じ日曜日の23:00 - 23:30に移動したが、1991年3月31日をもって3年半の放送を終了した。最終回のゲストは村上の希望で、柄谷行人といとうせいこうが出演した。

## 主な出演者
- 村上龍
- 岡部まり
- ジュリー・ドレフュス
- 森口瑤子
- 田中秀幸（ナレーター）

## Ryu's Barスペシャル21
2001年1月2日には『Ryu's Barスペシャル21』と題し、1度限りのスペシャル番組として放送された。
- アシスタント：石田ゆり子
- ゲスト：中田英寿、坂本龍一、ビートたけし、中山美穂

## スタッフ
- 企画：村上龍
- 構成：黒木一由
- オープニング：小田原雅文（レイ・グラフィック）
- 音楽：山本剛トリオ
- 美術デザイン：根本研二
- 美術制作：ウッドオフィス
- TD：田沢政春
- カメラ：斉藤晴夫
- 照明：藤井友之
- 音声：糸谷隆夫
- VE：大野弘幸
- 音効：塩屋吉絵
- 編集：青木洋
- MA：高橋成之
- スタイリスト：深澤寛
- ヘアメイク：ワンレングス
- コーディネーター：中川智子：佐藤直樹
- TK：阿部直子
- アシスタント：陳美華
- AD：関野和利
- 制作補：石井徹、松原祐子
- 演出：河東茂
- プロデューサー：春藤憲伺（MBS）→渡辺高志（MBS）、倉内均（nexus→AMAZON）
- 技術協力：浜町スタジオ、東京テレビセンター
- 制作協力：ブレーンボックス
- 製作：毎日放送、nexus→AMAZON